# Inmigración europea en Chile
La inmigración europea en Chile se inicia en el período colonial, a partir del siglo XVI, momento en el cual el dominio del Imperio español trajo consigo una importante inmigración de contingentes ibéricos, que se asentaron, naturalizaron y mestizaron con la población americana originaria, constituyendo así la principal vertiente de ascendencia de la población chilena, y el principal origen del flujo de inmigrantes hasta la independencia. Destaca aquí una primera fundación de origen castellano, así como la posteriormente contundente presencia de inmigrantes de origen vasco, cuyos nacidos en tierra europea llegaron a constituir el 27 % de la población de Chile hacia el siglo XVIII. También en esta época destacaron los aportes de catalanes y portugueses.
Después de la independencia, y a lo largo de los siglos siglo XIX y siglo XX, diversos grupos de inmigrantes europeos llegaron al país, principalmente: españoles, franceses, británicos, alemanes, italianos, croatas, neerlandeses, rusos, griegos, austríacos, belgas, judíos askenazíes, suizos, armenios, polacos, húngaros, entre otros. A principios del siglo XX, sus inmigrantes, nacidos en sus países de origen y sin contar a sus descendientes, llegaron a representar un 5,1 % de la población nacional, con la excepción de Magallanes, donde una de cada cuatro personas había nacido en el extranjero, mayormente en el continente europeo, esquema comparable con la situación ocurrida por aquella época en la República Argentina. Así, los inmigrantes de naciones germanas se asentaron principalmente en las regiones de la Araucanía, de Los Ríos y de Los Lagos; los españoles e italianos en Santiago, Magallanes, Valparaíso y Antofagasta; los croatas en las regiones de Antofagasta y Magallanes; y los británicos (casi en su totalidad ingleses) en Magallanes, Valparaíso y Antofagasta.
Aunque la mayoría de los inmigrantes de origen europeo provienen de la Europa Occidental, existen ciertas comunidades de menor envergadura provenientes de Europa del Este y el Cáucaso, que llegaron al país principalmente escapando de persecuciones en su contra durante la primera mitad del siglo XX. Los inmigrantes provenientes de Europa del Este principalmente eran judíos arribados a mediados del siglo XX desde la ex Unión Soviética, Polonia, Hungría, Rumania y la República Checa que llegaron al país escapando del nacionalsocialismo y del comunismo entre las décadas de 1930 y 1950.

## Inmigración de Europa Occidental

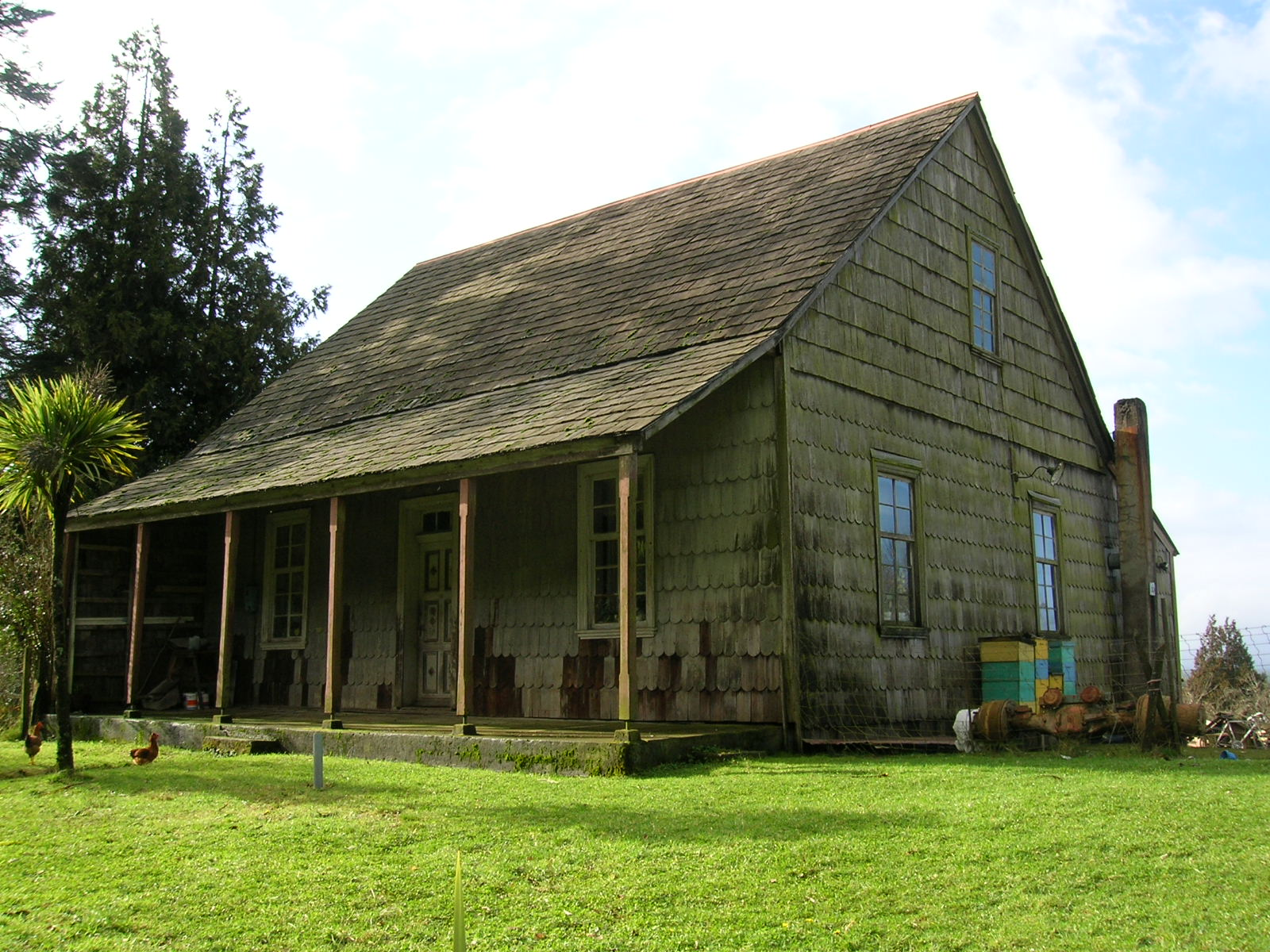
Casa típica de colonos alemanes en el sur de Chile, cerca de Puerto Varas.
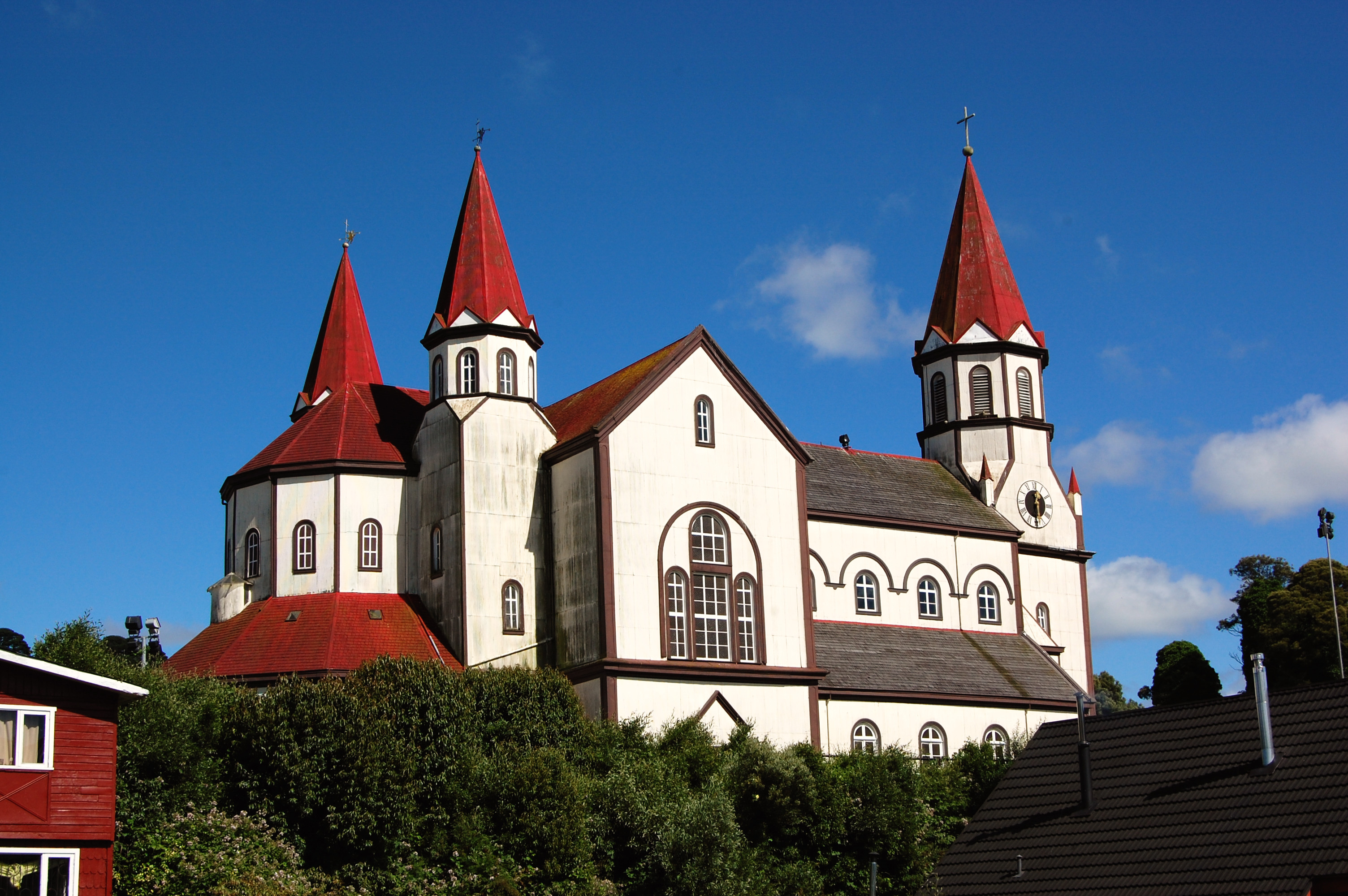
Iglesia parroquial de estilo alemán en Puerto Varas.
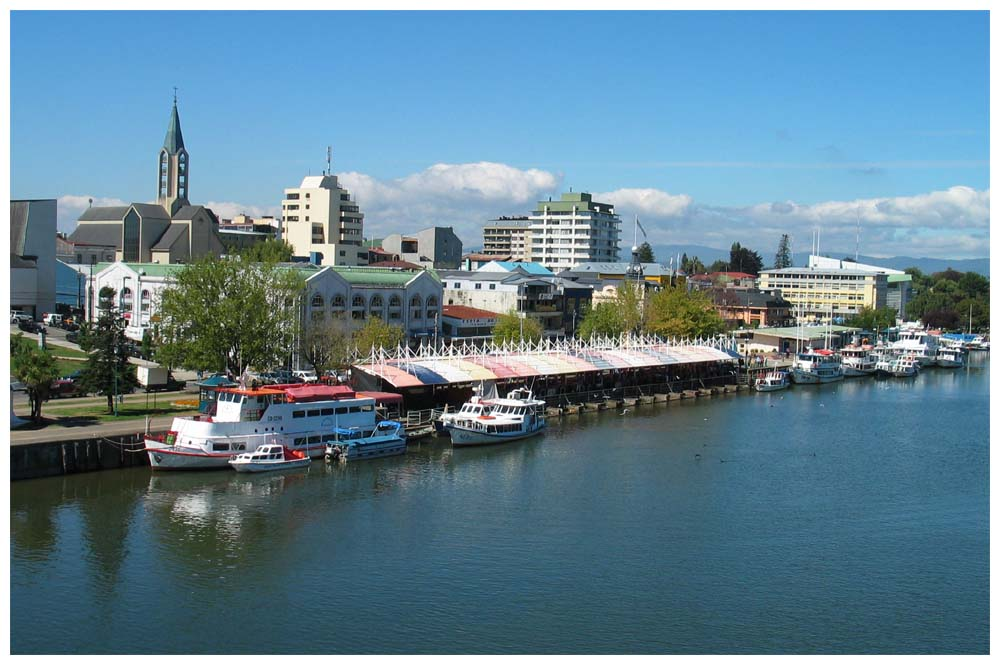
Valdivia, puerta de entrada de los inmigrantes alemanes en Chile.
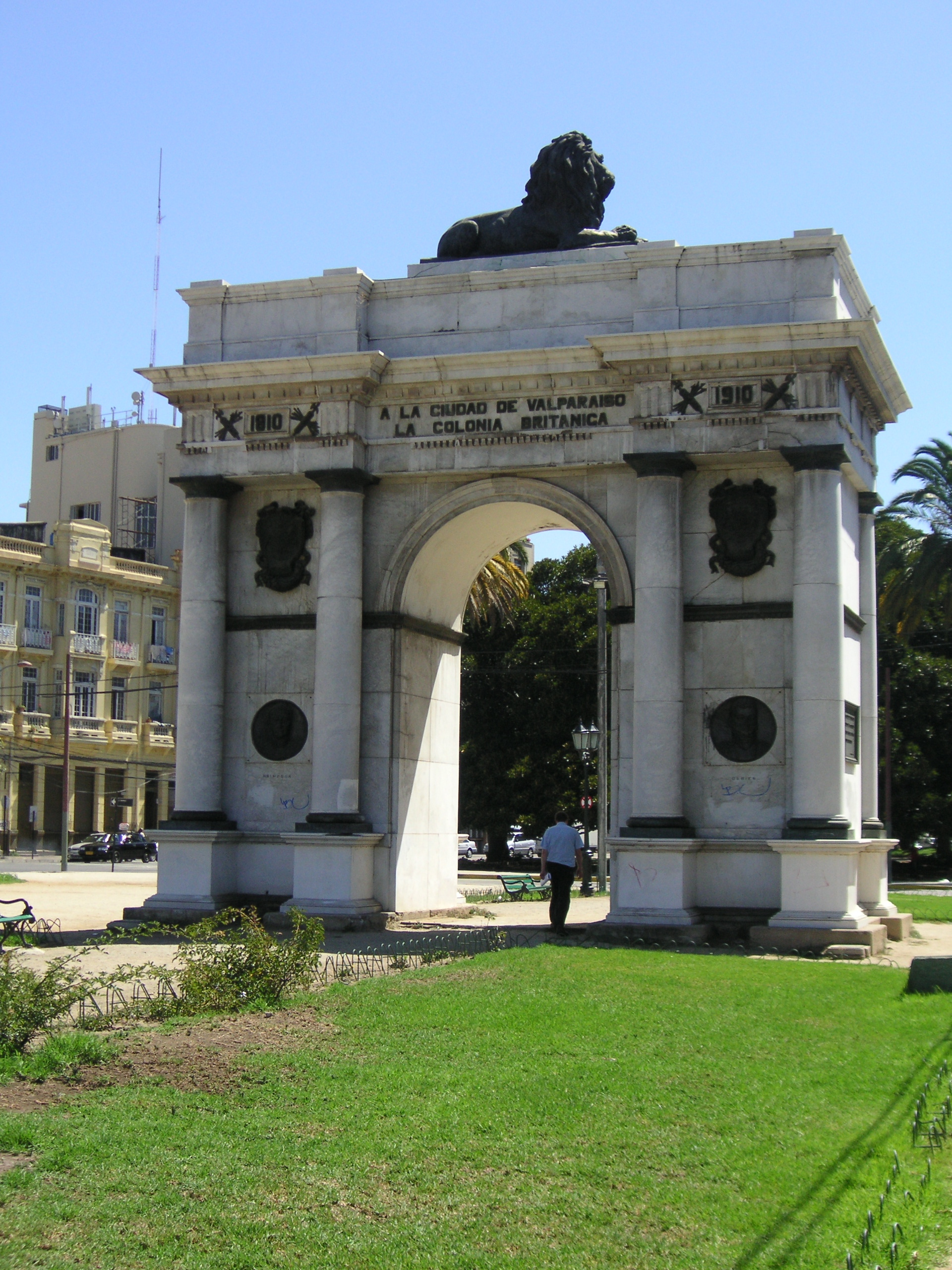
Arco Británico, ubicado en la ciudad de Valparaíso.
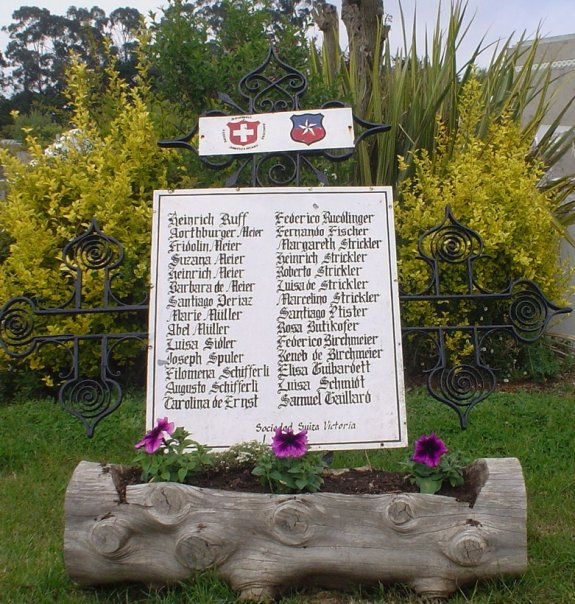
Placa del Cementerio Suizo, ubicado en Victoria, Región de la Araucanía.
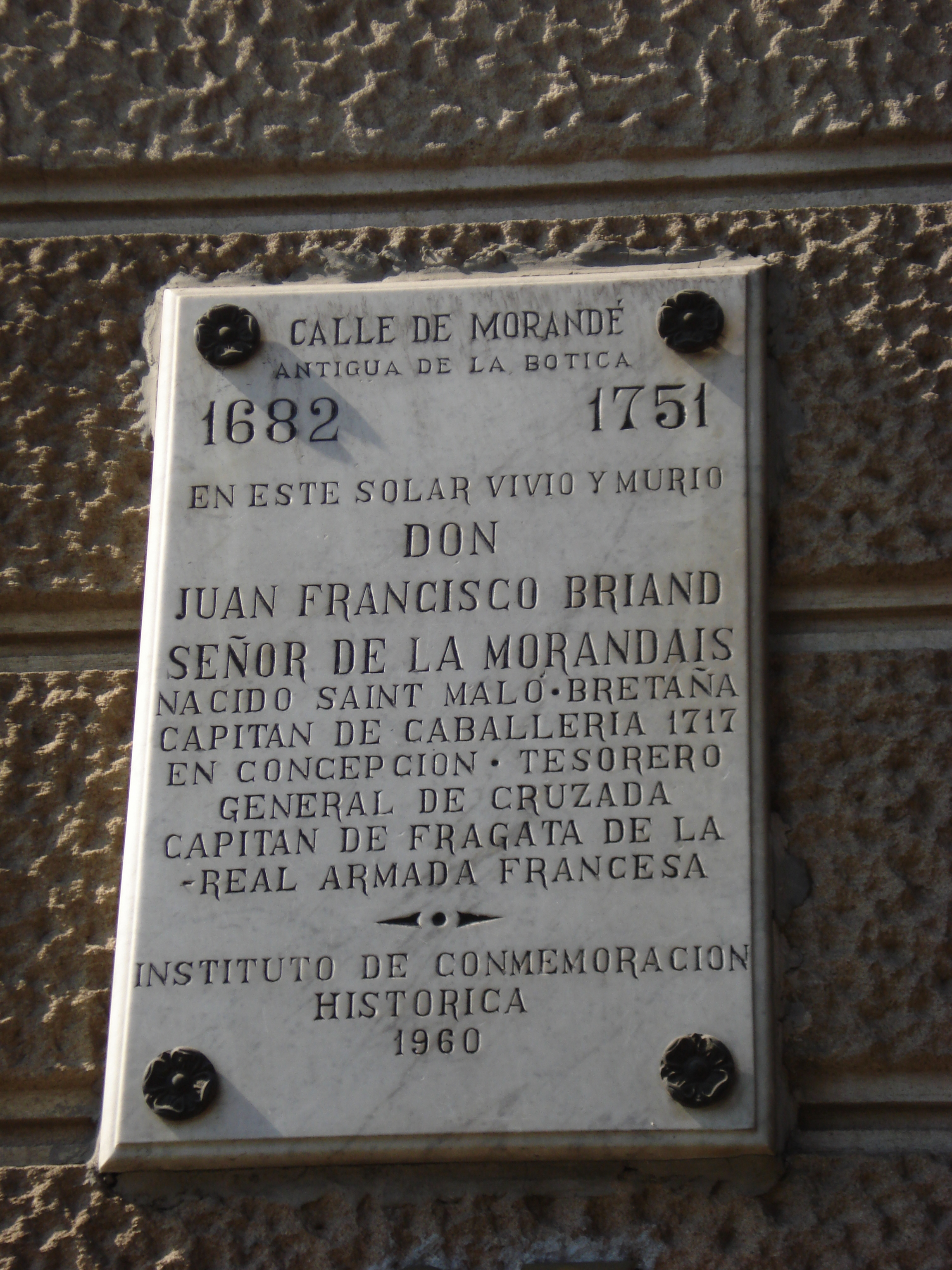
Placa donde antiguamente se ubicaba la casa del inmigrante francés Morandais, del que surgió el apellido chileno Morandé.

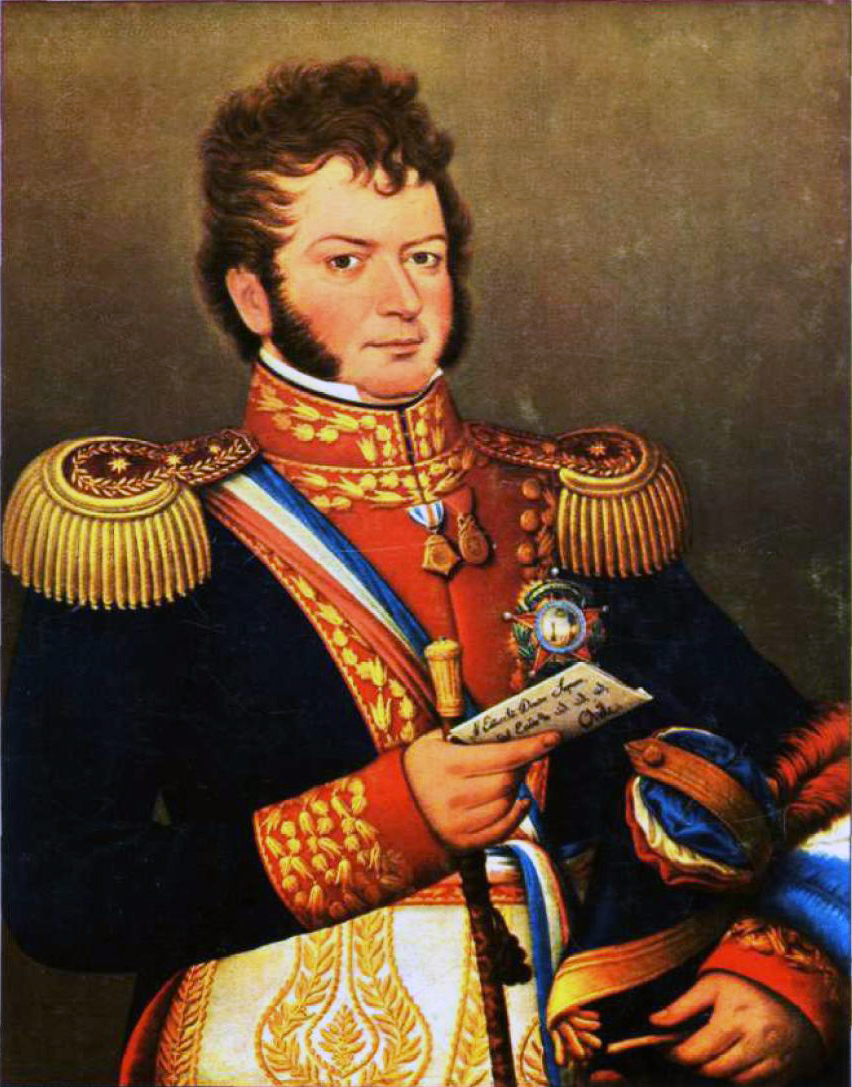
Bernardo O'Higgins, descendiente de irlandeses y españoles, considerado el padre de la patria de Chile.
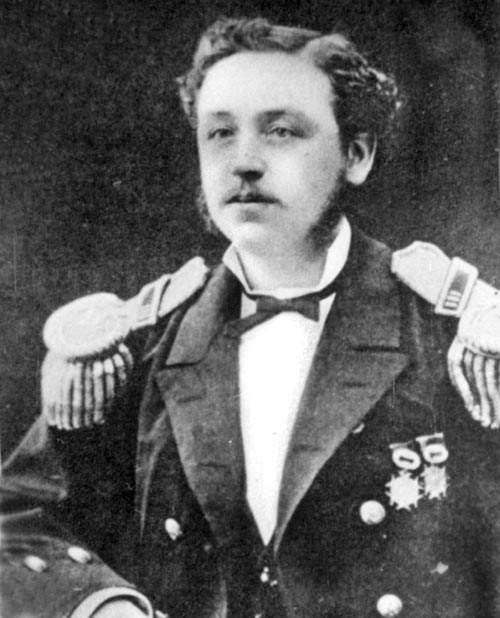
Carlos Condell, descendiente de británicos, héroe militar chileno durante la Guerra del Pacífico en 1879.
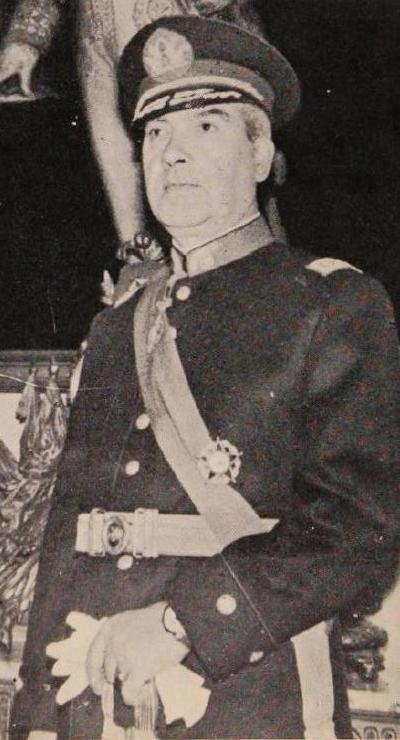
René Schneider Chereau, de origen alemán y francés, comandante en jefe del ejército, entre 1969 y 1970.
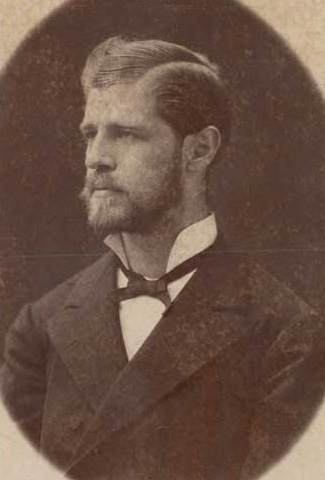
Germán Riesco Errázuriz, presidente de Chile entre 1901 y 1906, de ascendencia vasca.
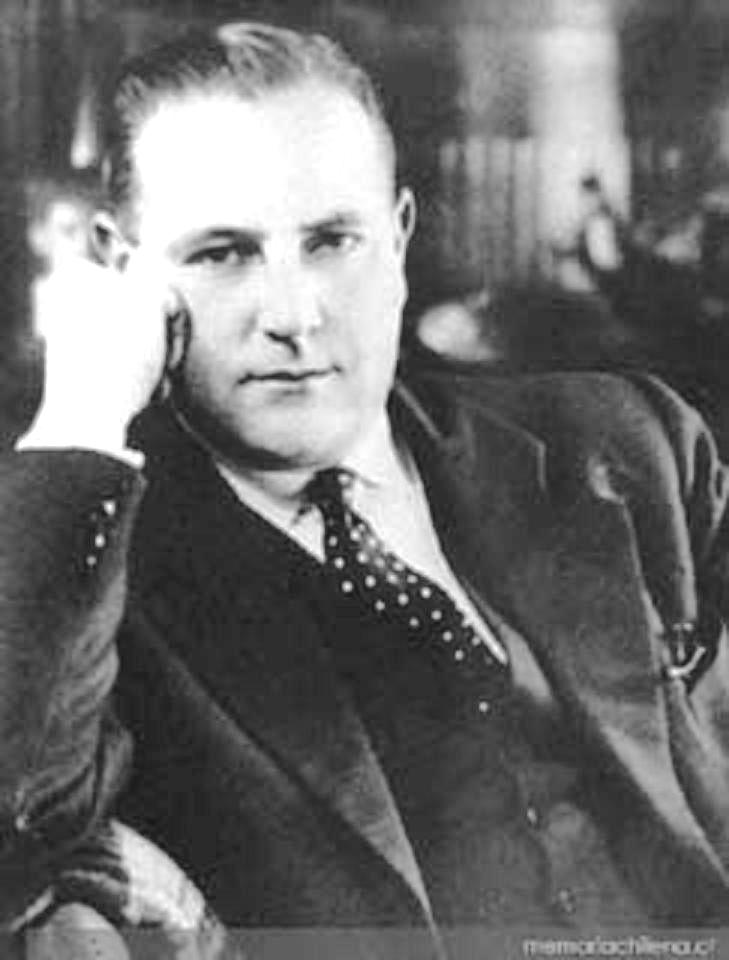
Benjamín Subercaseaux, de ascendencia francesa, inglesa y vasca, Premio Nacional de Literatura en 1963.
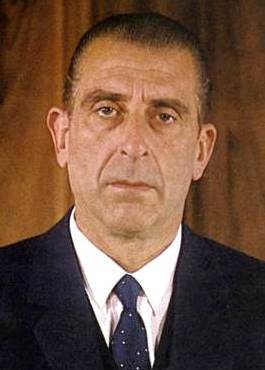
Eduardo Frei Montalva, de ascendencia suiza, presidente de Chile entre 1964 y 1970.

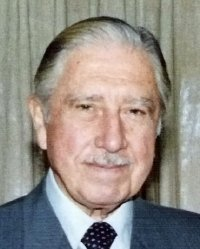
Augusto Pinochet, de ascendencia francesa, comandante en jefe del ejército de Chile y dictador entre 1973 y 1990.
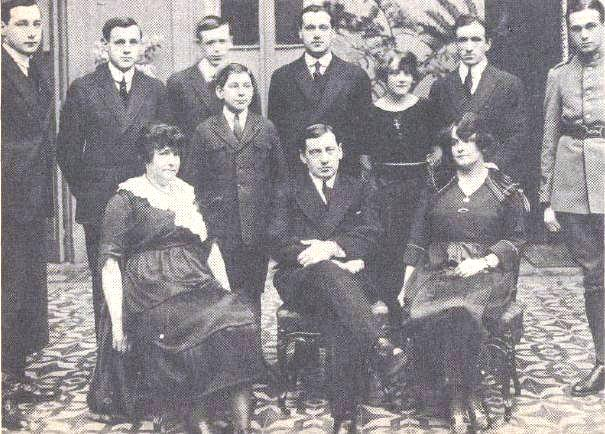
Familia Alessandri en 1920, de donde surgen dos Presidentes de Chile con ascendencia italiana: Arturo Alessandri y Jorge Alessandri.
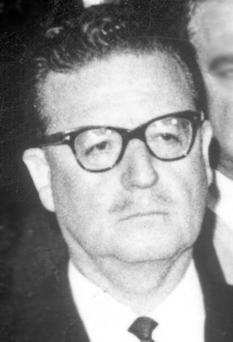
Salvador Allende Gossens, de herencia vasca y belga, presidente de Chile entre 1970 y 1973.

### Inmigración española
La inmigración española fue la más importante durante el periodo colonial, y determinó de manera importante el mayor acervo genético y cultural de la población chilena, abarcando sus descendientes prácticamente a todos los ciudadanos chilenos descontando inmigraciones recientes. Ahora bien, siendo Chile ya una república independiente, la inmigración hispana se ha estimado en unas 60 000 personas, que se radicaron entre 1880 y 1940. Por motivo de la Guerra Civil Española, se produjo la llegada a Chile de unas 5000 personas, mayoritariamente catalanes y vascos a fines de los años 1930. Destaca el arribo del barco Winnipeg a Valparaíso en 1939, con 2200 inmigrantes españoles refugiados, republicanos o comunistas de aquella guerra provenientes desde Francia, por iniciativa de Pablo Neruda, delegado chileno enviado a Francia a efectuar las gestiones pertinentes. También llegaron 12 637 españoles a la Araucanía durante 1883 y 1901, luego de la ocupación. A estos colonos se les adjudicaron tierras en la depresión intermedia y sus descendientes están radicados principalmente en Temuco, Concepción y Ercilla.
En la actualidad, la colonia hispana sigue siendo la principal del país teniendo su propio club de fútbol, Unión Española, y más de ochenta instituciones de diversos caracteres a lo largo de Chile: benéficas, bomberiles, deportivas, filantrópicas, sociales, educativas, entre otras. Se estima que unos 400 000 chilenos serían descendientes de españoles inmigrados a Chile durante el entresiglo XIX—XX. A fines de 2018 se ha registrado un total de 21 147 personas nacidas en España viviendo en el país, según el Departamento de Extranjería y Migración de Chile.

### Inmigración vasca
Se estima que entre 1 700 000 (10 %), y 4 700 000 (27 %) chilenos, descienden o llevan algún apellido de origen vasco. Cabe destacar que una parte substancial de la población española, como de la población hispánica en América tienen apellidos de origen vascuence o navarro, predominando en las esferas sociales con mayor patrimonio.
La inmigración vasca es una de las corrientes emigratorias más numerosas e importantes en Chile y al igual que las otras es amplia, notoria y continua a través del tiempo, pudiéndose dividir en períodos históricos: el descubrimiento, fundación y período colonial, la oleada de inmigración del siglo XVIII y las inmigraciones recientes (siglos siglo XIX y siglo XX). La diferencias con otras regiones de origen proviene del grupo que llegó entre 1700 y 1800 que, iniciándose como comerciantes, prosperaron y casaron con las hijas de los antiguos encomenderos de origen del sur de España y se hicieron dueños del poder económico, social y político. Este aspecto les ha dado una cierta preeminencia.
La presencia vasca en Chile comienza en el período de la conquista, pues en las huestes de los primeros colonizadores venía un contingente de naturales de las provincias vascongadas y de Navarra. En el siglo XVI, de las 157 familias de la Península que se establecieron en Chile, 39 de ellas tenían apellidos vascos. Dicho número a lo largo de la colonia fue aumentando progresivamente, destacando los numerosos gobernadores de origen vasco. Hasta el siglo XVIII, el país experimentó una masiva inmigración proveniente de País Vasco y de Navarra, llegando éstos a constituir un 27 % del total de la población chilena colonial, alzándose como el grupo regional más numeroso de la población y desplazando a los naturales y descendientes de nacidos en las regiones de Castilla la Nueva, Castilla la Vieja y Andalucía.
Estas familias inmigrantes se dedicaron inicialmente de forma preferente al comercio, y en los años sucesivos se produjeron numerosos enlaces con familias de origen castellano poseedoras de tierras y títulos, dando origen a un nuevo grupo social conocido en la historia de Chile como «aristocracia castellano-vasca», contándose un total de 20 presidentes de Chile descendientes de vascos. En la segunda mitad del siglo XIX tuvo lugar una nueva oleada de emigración vasca, esta vez tanto de las regiones española como francesa. Este flujo migratorio se extiende, con diversa intensidad, al menos hasta el fin de la Guerra Civil Española.

### Inmigración francesa
Se estima en 920 000 los descendientes de franceses en Chile. La inmigración proveniente de Francia ha tenido gran relevancia en el desarrollo histórico del país desde el siglo XVIII en adelante, particularmente en algunas zonas específicas, como en las regiones de la Araucanía y el Biobío. Entre los primeros inmigrantes franceses en Chile se cuenta a Claudio Gay, connotado naturista. La inmigración francesa comenzó en el siglo XVIII con la llegada de comerciantes cuando se aliaron las coronas de España y Francia, quienes comenzaron a establecerse cada vez por mayor tiempo en la zona. Dicha presencia fue particularmente importante en la zona de Concepción y Talcahuano, se dice que hubo en un momento frente a Talcahuano más de 15 navíos franceses con 300 tripulantes y pasajeros a bordo.
Entre 1810 y 1825, la inmigración francesa no fue muy numerosa y se compuso principalmente de comerciantes, exiliados políticos, antiguos militares y científicos. Hasta 1860 la inmigración era espontánea, sin embargo hacia fines del siglo XIX se llevaron a cabo políticas de fomento a la inmigración europea para poblar los territorios del sur del país. Entre los años 1840 y 1940 se estima que entraron 25 000 franceses a Chile. Un 80 % de ellos era oriundo del suroeste de Francia, especialmente de los Pirineos Atlánticos, Gironda, Charente Marítimo y zonas del sur-oeste francés situadas entre Gers y Dordoña.
Los inmigrantes franceses participaron en el desarrollo de diversas actividades comerciales, artesanales, de oficios y profesiones en diversas ciudades del país, en especial en la industria vitivinícola del Valle Central, cuna de los vinos chilenos, además de dedicarse a la fabricación de quesos, tanto artesanal o industrialmente. La presencia de los inmigrantes se fue consolidando con el paso del tiempo, principalmente con el establecimiento de recintos educacionales como la Alianza Francesa, en distintas ciudades de Chile, o deportivos, como el Stade Français y el Sport Français, ambos localizados en Santiago de Chile.

### Inmigración británica e irlandesa
Se estima que 500 000 chilenos tendría algún ancestro británico e irlandés, siendo Chile el país con mayor número de descendientes de británicos en Latinoamérica. El país se caracteriza también por una importante herencia británica, que influyó en la forma de vida de los chilenos, tales como la adopción de deportes ingleses, como el fútbol, el rugby, el tenis, o la hípica, así como el té como principal infusión, la construcción de viviendas con elementos estilísticos ingleses, o la apertura de instituciones británicas, además de haber influido en la banca y en la marina nacional.
Durante la época colonial, en el siglo XVIII, la inmigración era de origen celta, vale decir, irlandés, galés o escocés; y llegó con cargos designados por la realeza española en buques españoles. La mayoría de ellos eran familias jacobitas que huían de los ingleses; entre ellos, las familias O'Higgins y Rice. Apenas el puerto de Valparaíso abrió sus costas al libre comercio en 1811, los ingleses comenzaron a atracar en Valparaíso. Los primeros en llegar traían consigo herramientas, artículos de loza, lana y algodón, con instrucción de devolverse con cáñamo y cobre. Fue el primer intercambio de lo que sería una arraigada relación comercial entre Gran Bretaña y Chile. En Valparaíso instalaron su colonia más numerosa e importante, levantando barrios de aspecto británico, colegios, clubes sociales y deportivos, organizaciones empresariales y periódicos.
Los ingleses, galeses, escoceses e irlandeses llegaron a ser más de 20 000 en el apogeo del puerto de Valparaíso. La influencia de la colonia británica es decisiva para entender el auge y la decadencia del puerto de Valparaíso. La colonia inglesa, además, tuvo gran importancia en la zona norte del país durante el auge salitrero, principalmente durante la bonanza del salitre a fines del siglo XIX y comienzos del siglo XX, en los puertos de Iquique y Pisagua. John Thomas North, el rey del salitre, fue el principal empresario de la minería de los nitratos. Los británicos dejaron su legado plasmado en las calles del centro histórico de la ciudad de Iquique. Sin embargo, dicha presencia llegó a su fin con la crisis salitrera durante los años 1930. A la región de Magallanes también llegó un importante contingente de inmigrantes británicos, principalmente galeses. Del mismo modo, se instalaron familias británicas en otras zonas del país, tales como Santiago, Coquimbo, la IX Región de la Araucanía, Antofagasta y Chiloé, entre otras zonas.

### Inmigración alemana
En 2011, la Cámara Chileno-Alemana de Comercio estimó que 500 000 chilenos eran descendientes de alemanes. El origen de la inmigración alemana hacia Chile se inicia con la denominada Ley de inmigración selectiva de 1845, que tuvo por objetivo contratar a inmigrantes de origen alemán, para que desarrollaran determinados oficios y llevaran consigo maquinaria industrial para colonizar las zonas del sur de Chile, comprendidas entre Valdivia y Puerto Montt; en las que se establecieron entre 30 000 a 40 000 inmigrantes germanos. Los inmigrantes alemanes lograron crear pujantes pueblos y comunidades en zonas casi vírgenes del sur de Chile.
Posteriormente, se produjo una nueva gran oleada de inmigrantes alemanes que se estableció a lo largo de todo el país, especialmente en la Araucanía, Punta Arenas, Santiago y las principales zonas comerciales del país. Tras la Segunda Guerra Mundial, muchos dirigentes y colaboradores del Tercer Reich intentaron refugiarse en la zona sur del país huyendo de los juicios en su contra. Algunos se trasladaron a Chile y crearon enclaves, como es el caso del médico Paul Schäfer, quien fundó en 1961 Colonia Dignidad, también conocida como Villa Baviera, en la Región del Maule.

### Inmigración italiana
De acuerdo al Departamento del Interior y Ordenación del Territorio de Italia, del gobierno italiano, a 2004 el número de descendientes de italianos en Chile rondaba las 150 000 personas. No obstante, el investigador René A. Peri señalaba para 1989 la existencia de 300 000 descendientes de italianos en Chile. La inmigración italiana se produjo de manera espontánea y no correspondió a un período determinado. Durante la segunda mitad del siglo XIX se concentró fundamentalmente en el Gran Valparaíso, y ciudades interiores como Quillota y Limache. Hacia fines del siglo XIX la mayor parte de los inmigrantes italianos en Valparaíso era originario de la Liguria, quienes fundaron la VI Compañía de Bomberos de Valparaíso, llamada también Cristóforo Colombo, y la Scuola Italiana, cuyo edificio fue declarado Monumento Histórico Nacional.
Luego de la Guerra del Pacífico durante la auge de la Industria del salitre, numerosos inmigrantes italianos, entre quienes se contaban comerciantes y empresarios, llegaron al norte del país, en primer lugar a Iquique y luego a Arica. Paralelamente se instalaron familias italianas en La Serena, Isla de Maipo, Parral, Santiago, Concepción y Punta Arenas. La Araucanía recibió un buen número de inmigrantes pocos años después de su ocupación militar por parte del ejército chileno, pues entre 1883 y 1901 llegaron 17 800 italianos a colonizar la zona, y posteriormente llegaron unos 700 más en dos migraciones sucesivas, a fundar Capitán Pastene, y a asentarse en Lumaco y Purén.
Si bien la colonia italiana destaca por su participación en el sector comercio, donde destacan compañías como Caffarena, Costa, Carozzi, Falabella o Lucchetti, también tuvo una importante participación en otras actividades, como en la industria de la construcción. Entre los italianos reconocidos en el país destacan: la familia Alessandri, de donde surgieron dos presidentes de Chile, la familia Garretón, o la familia Solari, empresarios. Una de las actividades a la que se dedicaron frecuentemente los italianos fue el deporte, principalmente el ciclismo y el fútbol, fundando en 1910 el Audax Club Ciclista Italiano, que derivaría en el actual club polideportivo Audax Italiano.

### Inmigración suiza
Se calcula que entre 90 000 y 100 000 chilenos descienden de inmigrantes suizos, de los cuales 60 000 descienden de las colonizaciones patrocinadas por el Estado de Chile hace más de un siglo, y otros 30 000 restantes de emigrados durante la I y II guerra mundial. Chile es uno de los países en Latinoamérica con más descendientes de helvéticos.
A mediados del siglo XIX, la crisis económica en que se encontraba Europa, movilizó a los sectores más empobrecidos de la sociedad suiza a emigrar principalmente a Australia, América del Norte y América del Sur. Al tratarse de inmigraciones económicas, el Estado asumió un papel regulador otorgando o denegando las solicitudes para abandonar el país. El interés migratorio hacia Chile, se inició de forma oficial en el año 1853, fecha en que se conocieron en Berna los primeros informes diplomáticos acerca de la experiencia alemana en el sur chileno. A través de informes oficiales del consulado suizo de Valparaíso se describía a la población del país como gente amable y acogedora pero poco laboriosa, el clima como uno de los mejores de Sudamérica, pero propenso a sufrir los embates de la naturaleza. La relativa inestabilidad, la ausencia de industrialización y la escasez de profesionales y obreros calificados eran los aspectos negativos de los informes que desaconsejaban la eventual venida de profesionales suizos. Los informes consulares de 1854 y 1856 destacaron los esfuerzos del gobierno chileno por colonizar el sur de Chile, específicamente la Araucanía. Se estima que más de 22 000 suizos recibieron concesiones de tierras entre 1883 y 1890. Sin embargo, debido a sus características idiomáticas y culturales, este grupo fue confundido comúnmente con alemanes, franceses, e italianos.
Anteriormente ya habían llegado al país otras familias suizas, pero de modo espontáneo a colonizar el extremo sur del país. Entre abril de 1876 y mayo de 1877 llegó al sector de Magallanes un contingente de inmigrantes suizos compuesto por 119 familias, en su gran mayoría campesinos provenientes del cantón de Friburgo (Suiza). Estos agricultores recibieron del gobierno chileno algunas hectáreas de terrenos despoblados que transformaron en campos aptos para la siembra de forrajeras y hortalizas y para la crianza de ganado lechero.
De la descendencia de los suizos arribados a Chile surgieron dos de los presidentes que tuvo el país: Eduardo Frei Montalva y su hijo, Eduardo Frei Ruiz-Tagle.

### Inmigración neerlandesa
En la actualidad se calcula en aproximadamente 50 000 los descendientes de neerlandeses la mayoría ubicados en la Región de La Araucanía, específicamente en Malleco, Gorbea, Pitrufquén, Faja Maisan y alrededores de Temuco.
La primera emigración desde los Países Bajos hacia Chile se produjo en 1895, cuando una docena de familias neerlandesas se estableció entre 1895 y 1897 en Ancud, particularmente en Mechaico, Huillinco y Chacao. En el mismo período arribaron otras familias las cercanías de Puerto Montt y a Villarrica. A principios del siglo XX, luego de la Guerra de los Bóeres, llegaba a Chile un grupo bastante numeroso de neerlandeses provenientes de Sudáfrica, donde se habían establecido para trabajar en la construcción del ferrocarril. Luego de una larga permanencia en campos de concentración británicos, algunos de estos emigrantes decidieron regresar a su país de origen. Poco después de su regreso a los Países Bajos, se les presentó la posibilidad de emigrar hacia Chile con ayuda del gobierno chileno. El 4 de mayo de 1903, un grupo superior a los 200 emigrantes neerlandeses zarparon en el barco a vapor Oropesa, desde la Rochelle (La Pallice), en Francia. En su mayoría, los emigrantes habían nacido en los Países Bajos: 35% era originario de Holanda Septentrional y Holanda Meridional; 13 % de Brabante del Norte, 9 % de Zelanda, e igual número de Güeldres. Sólo un decena de niños había nacido en Sudáfrica. Un mes más tarde arribaron en tren a su destino final, la ciudad de Pitrufquén, instalándose definitivamente en el caserío Donguil. Otro grupo de holandeses llegó poco después a Talcahuano. La colonia neerlandesa en Donguil fue bautizada como Colonia Nueva Transvaal. Allí se establecieron más de 500 familias con el propósito de comenzar una nueva vida. Más tarde les seguirían otras veinte. Entre el 7 de febrero de 1907 y el 18 de febrero de 1909 arribó el último grupo de familias bóers a la zona.

### Inmigración austríaca
Los primeros austríacos que llegaron a Chile fueron refugiados tiroleses en la silesia prusiana, quienes se acogieron a los ofrecimientos de inmigración realizada a población alemana, por parte del Estado chileno de acuerdo a la Ley de inmigración selectiva de 1845. Estos inmigrantes se establecieron, casi en su totalidad, a orillas del lago Llanquihue. En 1875, colonos austríacos procedentes de Bohemia, Čechy en checo, fundaron la localidad de Nueva Braunau cerca de Puerto Varas, en honor a su ciudad de procedencia Braunau, actualmente llamada Broumov en la República Checa.
Luego de la disolución del Imperio austrohúngaro en 1918, la inmigración austríaca continuó durante todo el periodo de entreguerras. Al partir de 1938 Chile se convirtió en destino de muchos emigrantes austríacos de origen judío quienes abandonaron el país luego de la anexión de Austria por parte del Tercer Reich. En 1940 en Santiago emigrantes austríacos fundaron la asociación «Austria Libre», que pronto contó con 2000 miembros y estuvo en contacto con otros grupos austríacos en el exilio de América. En 1943 «Austria Libre» se incorporó al Comité Central Austríaco de América Latina, con sede en Montevideo. Se estima que entre 4000 y 5000 austríacos se habrían radicado en Chile en el transcurso del siglo XX.

### Inmigración belga
La presencia belga en Chile se inicia oficialmente con la apertura, en 1832 de un consulado belga en Valparaíso, manteniéndose importantes vínculos comerciales con el puerto de Amberes, durante todo el siglo XIX y comienzos del XX. A fines del siglo XIX comenzaron a llegar algunos inmigrantes belgas, entre los que destacan algunos empresarios que instalaron fábricas textiles, asserraderos y fundiciones en el país. A su vez, en años posteriores, durante el siglo XX se instalaron en Chile algunos sacerdotes jesuitas belgas, entre los que destaca Gustavo Le Paige, fundador y director del museo arqueológico de San Pedro de Atacama que lleva su nombre. Luego de la Segunda Guerra Mundial, entre 1947 y 1949 un grupo de familias belgas se instala en la localidad de Chile Chico, en la Patagonia chilena. Muchos de sus descendientes viven hoy en diversas ciudades del país, fundamentalmente en Santiago. El expresidente de Chile Salvador Allende Gossens era descendiente de belgas, al ser su madre parte de la comunidad que se radicó en la ciudad de Concepción.

### Inmigración noruega, sueca y danesa
La inmigración procedente de Noruega se inició en las postrimerías del siglo XIX y consistió en balleneros y pescadores que se establecieron en Magallanes. Asimismo, pequeños contingentes de suecos y daneses se han venido estableciendo en el país desde finales del siglo XIX, de manera aislada o en conjunto con otras migraciones europeas. Algunos destacados descendientes de estas migraciones son los periodistas Fernando Paulsen, Matilda Svensson y Fernanda Hansen, el exministro John Biehl o el diputado Diego Paulsen.

## Inmigración de Europa Oriental

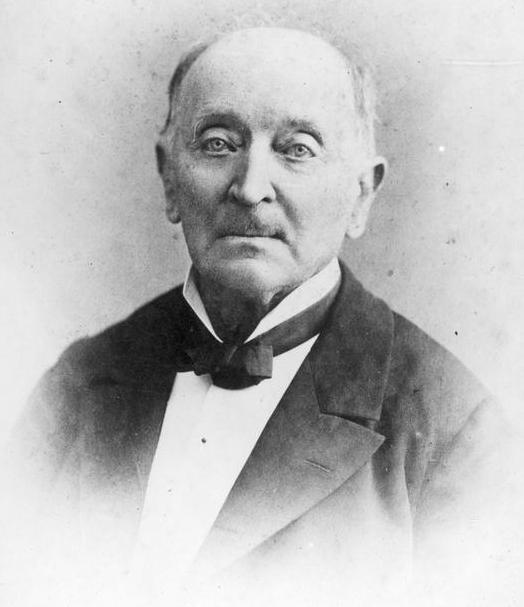
Ignacio Domeyko, inmigrante polaco lituano, rector de la Universidad de Chile de 1867 a 1883.
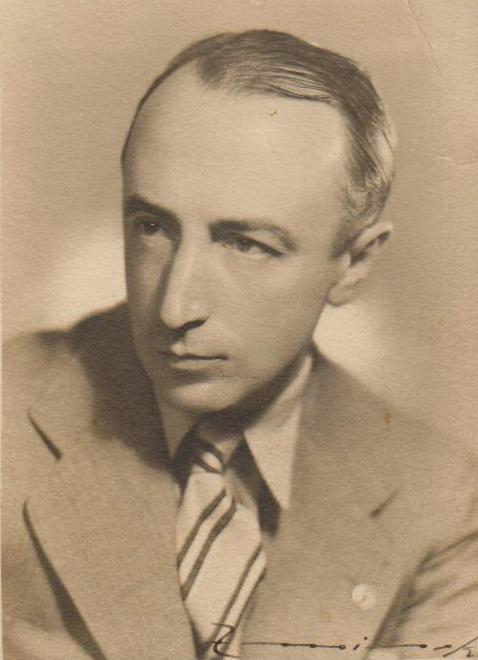
Luciano Kulczewski, de ascendencia polaca, arquitecto chileno durante el entresiglo XIX-XX.
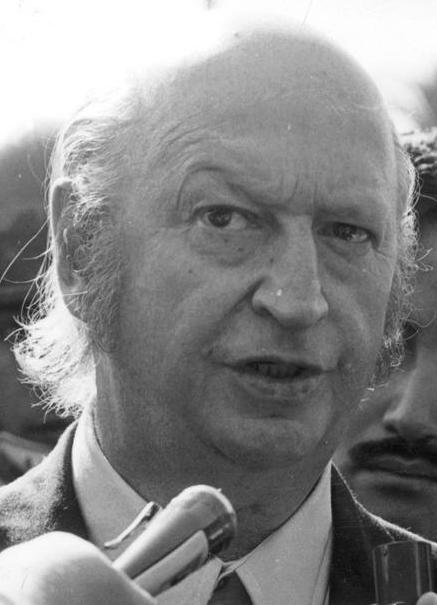
Volodia Teitelboim Volosky, de ascendencia ucraniana, moldava y judía, Premio Nacional de Literatura en 2002.
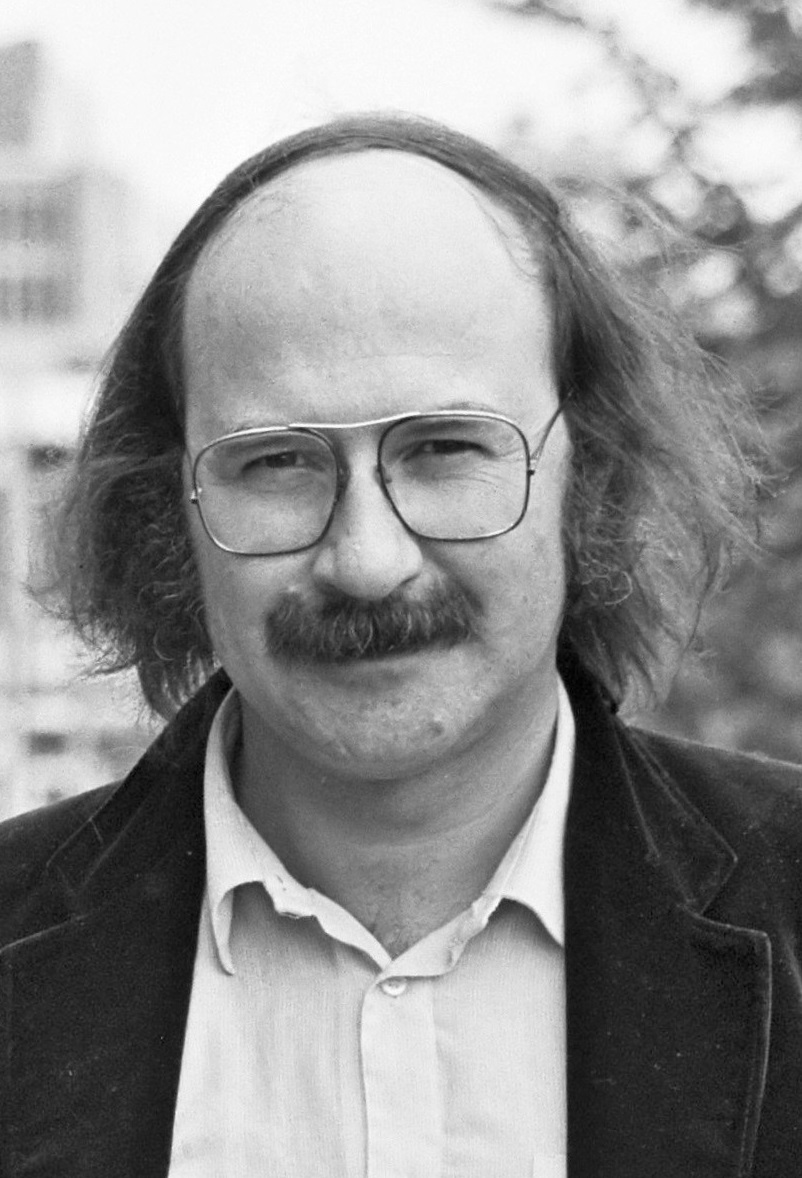
Antonio Skármeta Vranicic, descendiente de croatas, Premio Nacional de Literatura en 2014.
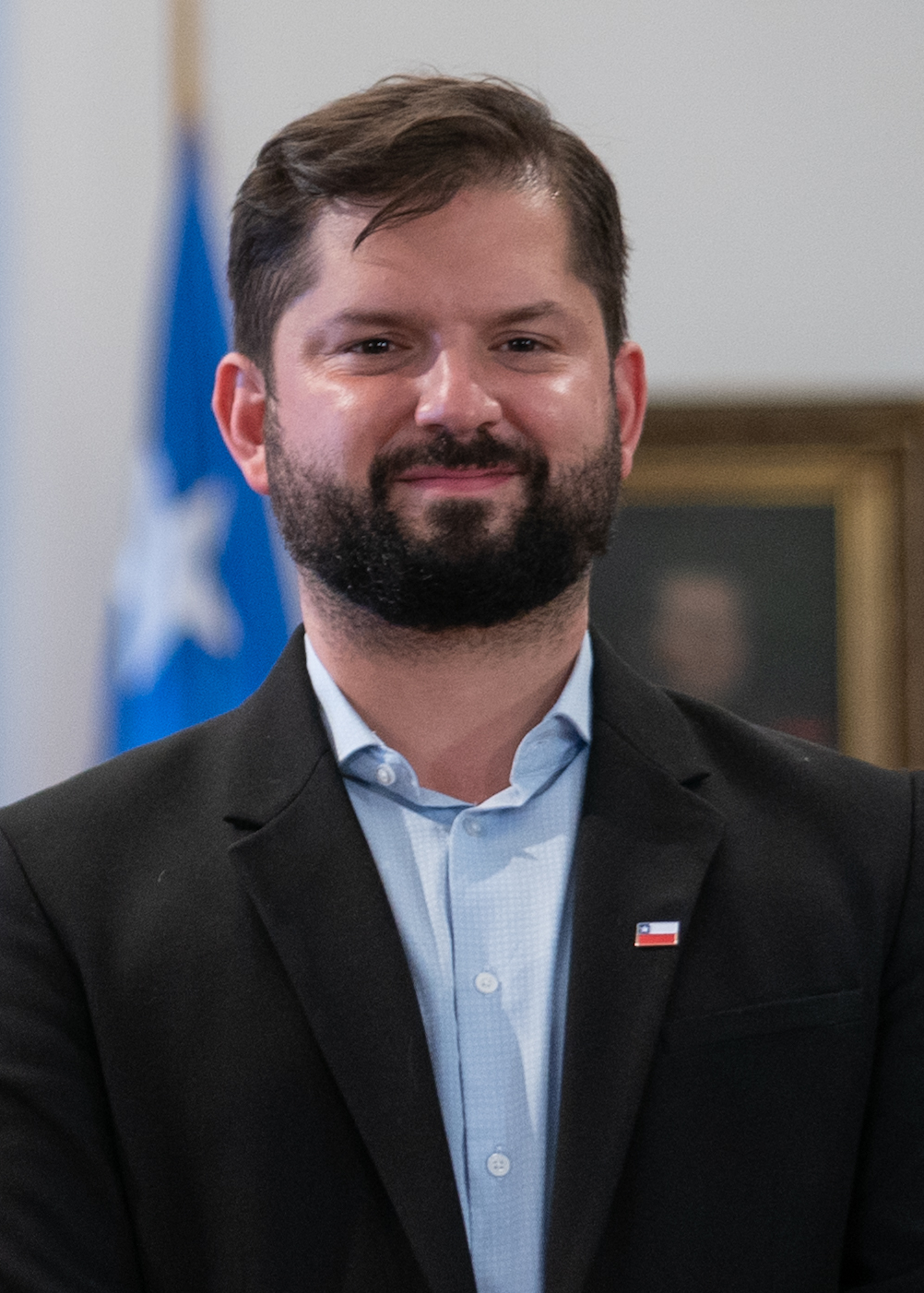
Gabriel Boric, de ascendencia croata, presidente de Chile para el período 2022 a 2026.

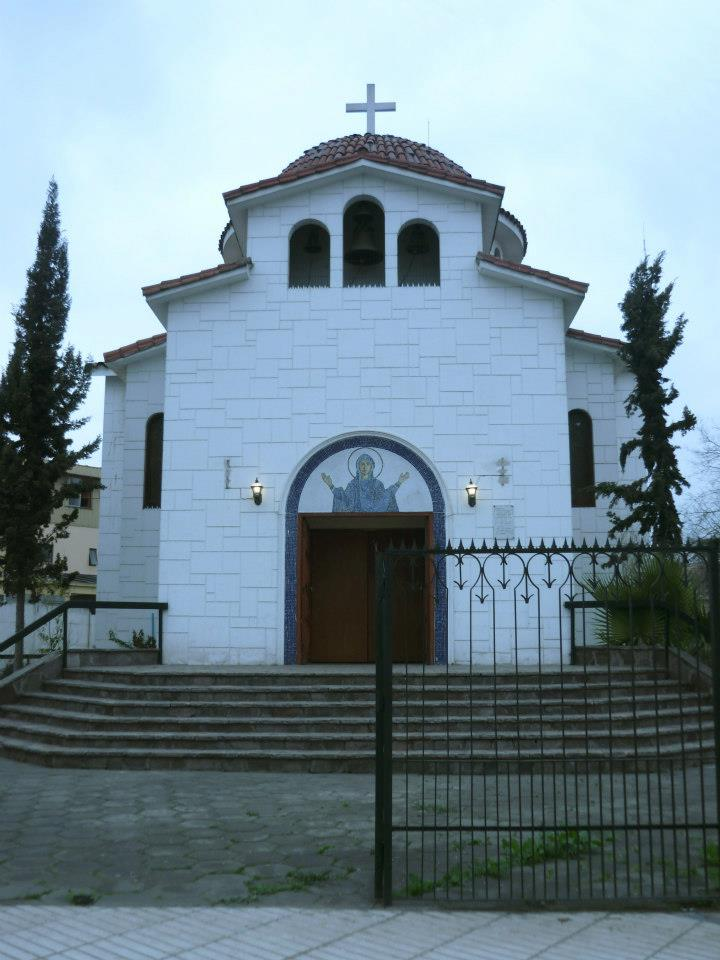
Iglesia ortodoxa griega de los Santos Constantino y Elena, ubicada en la comuna de Ñuñoa.
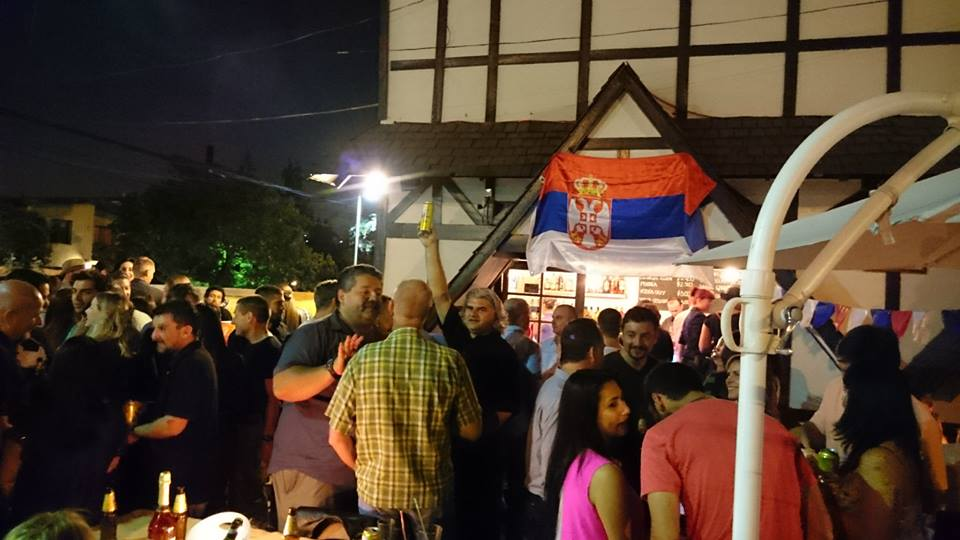
Comunidad serbia de Santiago de Chile, celebrando el año nuevo serbio en 2015.

### Inmigración croata y serbia
Los estimativos de ascendencia croata contemporánea suelen variar entre 200 000 personas, desde fuentes diplomáticas de Croacia, a las 400 000 personas según la Corporación Cultural Chileno-Croata Domovina, correspondiendo al 95 % de la inmigración yugoslava en Chile. Otro 5 % adicional correspondía a inmigración serbia, que usualmente transitaba en paralelo con el contingente croata usando las mismas rutas, y que por lo tanto cifraría unos 10 500 a 21 000 descendientes.
La inmigración ocurrió en dos momentos. La primera proveniente principalmente de la provincia de Dalmacia, a mediados del siglo XIX, por causa de conflictos bélicos y/o étnicos en la península, y fundamentalmente a las regiones de Tarapacá y Antofagasta en el norte, con el propósito de servir en la actividad comercial, como también a la actividad minera de nitratos que allí se desarrollaba. Una segunda oleada todavía mayor aconteció durante la primera mitad del siglo XX, escapando de la Primera Guerra Mundial, esta vez hacia el extremo sur del país, en la región de Magallanes, con el propósito de incorporarse a la actividad estanciera y ganadera. Muchos descendientes de inmigrantes croatas del norte y sur de Chile se trasladaron posteriormente a la capital Santiago, sobre todo cuando el negocio salitrero cesó.
Luego de la Gran Guerra se retomó la inmigración, perdiendo su intensidad en la década de 1930. Cabe señalar que la colectividad croata en Chile oficialmente era considerada como austrohúngara. Al finalizar la Primera Guerra Mundial, se empezó a hablar de la colonia yugoslava. Con la independencia de Croacia en los años 1990, los croatas volvieron a reivindicar su cultura y tradiciones, como así mismo hicieron los serbios. Diversas instituciones creadas por la colectividad croata y serbia han persistido, como clubes sociales, colegios, estadios, gimnasios, instituciones de beneficencia, entre otras. Cabe señalar que Punta Arenas y Antofagasta son ciudades hermanas de la ciudad de Split, en Dalmacia, al igual que lo es la ciudad de Iquique con la ciudad de Zadar.

### Inmigración griega
Al año 2007 los inmigrantes griegos y sus descendientes se calculaba de 90 000 a 120.000 personas, principalmente en Santiago, La Serena, Puerto Montt, Valparaíso y Antofagasta. El impacto demográfico de esta inmigración se puede ver reflejada, por ejemplo, en que Chile es el país latinoamericano con más apellidos de origen griego.
Los primeros inmigrantes griegos llegaron durante el siglo XVI, provenientes de Creta, por lo que se apellidaron Candia, en honor a la capital de la isla, actual Heraklion. El apellido, aunque persiste en la actualidad, se encuentra muy desvinculado de sus orígenes remotos. La mayoría de los inmigrantes helenos llegaron a Chile a comienzos del siglo XX, escapando de la Primera Guerra Mundial, y de la catástrofe de Esmirna, en Turquía. Las crónicas de la época señalan que la mayoría llegó atraída por la fama que había adquirido el norte chileno, por la explotación del salitre y la riqueza que había en el país. De acuerdo con el diario El Mercurio de Antofagasta, entre los años 1920 y 1935, existían alrededor de 400 griegos en la ciudad nortina y alguna treintena en las oficinas salitreras. Desde entonces a la fecha se han sucedido alrededor de cuatro o cinco generaciones de descendientes de griegos. Algunos se han trasladado a la zona centro y sur del país.
La inmigración griega está relacionada con los inicios de la Universidad de Chile, sede Antofagasta, actualmente Universidad de Antofagasta.

### Inmigración rusa
Los primeros testimonios que existen de la visita de rusos al territorio chileno datan de principios del siglo XIX, cuando ocurrieron diversas expediciones rusas de circunnavegación del globo. Así, se menciona a Chile en las memorias que los diversos marinos rusos hicieron de sus viajes, entre los que destacan Otto von Kotzebue y Fiodor Litke. En 1854 aparecen por primera vez en los registros censales, inmigrantes rusos residiendo en Chile. Estos primeros inmigrantes eran principalmente marinos, aventureros o comerciantes. Aunque también hubo profesionales como el médico Alexei Sherbakov, futuro cirujano de campaña de la Armada chilena en la Guerra del Pacífico.
El periodo más activo de esta inmigración fue a fines del siglo XIX y principios del XX. En su mayor parte, arribaron a Chile procedentes desde Argentina. A comienzos del siglo XX, la mayoría de los inmigrantes procedentes del Imperio Ruso, pertenecían a las minorías más discriminadas, particularmente judíos. Los inmigrantes rusos se asentaron originalmente en la zona de la Araucanía, en el periodo de la primera colonización de esta zona (1883-1901), donde llegaron algo más de 250 familias. Por su parte, a Chiloé llegaron otras 100 familias. Posteriormente, llegaron más inmigrantes escapando de los bolcheviques durante la Guerra Civil Rusa. En este período se instala la primera capilla ortodoxa rusa del país, a cargo del padre Eleodoro Antipov. Hoy en día existen muchas instituciones ortodoxas, además de una iglesia ortodoxa rusa de estilo tradicional y varias capillas en Santiago de Chile, Valdivia y Concepción. En la comuna de Puente Alto a 30 minutos al sur de Santiago existe el Cementerio Ruso ortodoxo, propiedad de la colectividad rusa.

### Inmigración polaca
Si bien el origen de la presencia polaca en Chile data de mediados del siglo XIX, con el arribo del científico Ignacio Domeyko, quien llegaría ser rector de la Universidad de Chile, esta inmigración estuvo compuesta principalmente por personas de origen judío, que huían de la ocupación alemana en la Segunda Guerra Mundial.

#### Inmigración húngara
La inmigración húngara en Chile tuvo su auge en la primera mitad del siglo XX, aunque no fue una corriente migratoria numerosa como otras de origen europeo. A su vez, Chile fue un importante punto de paso para los húngaros hacia países anglosajones: Estados Unidos, Canadá y Australia. Según algunos datos, en la actualidad viven 1306 ciudadanos húngaros en Chile, pero no existe un registro del número de personas de ascendencia húngara que viven en el país, el que se estima de 2000 personas aproximadamente, siendo el quinto más grande de Latinoamérica, tras Brasil, Argentina, Venezuela, y Uruguay.

### Inmigración ucraniana
Los ucranianos se sabe que emigraron a Chile cuando Ucrania estaba bajo el dominio ruso en la década de 1910 y, de nuevo, durante el dominio soviético (de 1917 a 1991).

### Inmigración búlgara
Hay una pequeña comunidad búlgara en Chile, concentrados principalmente en Santiago de Chile.